# Бабендил
Бабендил е музикален перкусионен инструмент от групата на гонговете, използван във филипинската музика. Използва се, за да поддържа ритъма на оркестъра.
Бабендилът традиционно може да се свири и от мъже, и от жени.

## Произход
Учените предполагат, че името бабендил произлиза от арабската дума bandair, което означава „кръгловиден, панарабски, тамбура или барабан".